# Хайн, Льюис
Льюис Хайн (англ. Lewis Wickes Hine; 26 сентября 1874 — 3 ноября 1940) — американский фотограф и социолог, мастер документальной фотографии.

## Биография
Льюис У. Хайн родился в городе Ошкош штата Висконсин. Мальчиком он работал долгие часы на фабрике, непосредственно познавая то, что позднее стал фотографировать. Он учился в школе своего родного города, а затем в университете в Чикаго и в нью-йоркском университете, где он получил ученую степень магистра.
В 1901 году Хайн начал преподавать в школе этической культуры в Нью-Йорке. Двумя годами позже он приобрел камеру и пистолет для магниевой вспышки. Путём проб и ошибок научился владеть своим снаряжением и делал фотографии, которые должны были проиллюстрировать школьную жизнь
В начале XX века Льюис Хайн работал учителем социологии в еврейско-славянском гетто Нью-Йорка. Фотографировать он начал в 1905 году. Первые его снимки рассказывали о судьбе иммигрантов, непрерывным потоком вливавшихся в США, показывали их нищету, растерянность, и несбыточную надежду на лучшее будущее — если не для себя, то хотя бы для своих детей. Его работы были проникнуты гуманистическим пафосом, и новые журналы, ведущие борьбу за скорейшее проведение социального законодательства, охотно их печатали. Вдохновленный успехом Хайн ушел из школы и стал профессиональным фотографом.
В 1908 году Льюис Хайн становится штатным фотографом американского Национального Комитета Детского Труда (National Child Labor Committee), который начал первую в истории США кампанию против эксплуатации детей на производстве. Без малого 10 лет он разъезжал по всей территории США, от атлантического до тихоокеанского побережья. Под разными предлогами — притворяясь страховым агентом, торговцем, проповедником, или на крайний случай промышленным фотографом — он проникал на заводы и фабрики где использовался детский труд. Хайн снимал малолетних рабочих: шахтеров, ткачей, портовых грузчиков, кочегаров, батраков, уборщиков мусора. Знаменитый снимок «Видение», изображающий маленькую девочку, отвернувшуюся от ткацкого станка к фабричному окну, стал символом борьбы против детского труда. Свои фотографии этого периода фотограф лаконично назвал «галереей потерянного поколения».
В 1918 году Хайн вступил в Красный Крест, после чего он был направлен во Францию. Из Франции он отправился в Италию, а затем в Грецию. В Нью-Йорк он вернулся уже в 1919 году. В 1920-х и 1930-х годах Хайн продолжал освещать жизнь рабочего класса Америки. Наиболее известные его работы этого времени — серия фотографий, посвященная строительству 102-этажного небоскрёба Эмпайр-стейт-билдинг в Нью-Йорке. Занимаясь съемками недостроенного небоскреба он взял на себя все риски и всю ответственность. Чтобы получить наиболее качественные и уникальные снимки, Хайну пришлось вести съемку из корзины которую специально для него сконструировали. К тому же это корзина находилась на высоте более 304 метров и была подвешена над Пятой авеню. Эти работы уже не отражают тяжелое положение рабочего класса, они скорее пропитаны гордостью за достижения американских строителей. Больше внимания фотограф стал уделять построению и композиции кадра.